# 1023
Cette page concerne l'année 1023  du calendrier julien.
L'année 1023 est une année commune qui commence un mardi.

## Événements

### Afrique
- Au début du XIe siècle, les tribus musulmanes Lemtouna, Goudala et Messoufa, vassales de l'empire du Ghana, font leur unité en se soumettant à l’émir Tarsina. Ces Berbères appartiennent à la tribu Sanhadja, qui occupe l’actuelle Mauritanie. À la mort de Tarsina en 1023, son gendre Yahya Ibn Ibrahim lui succède[1].

### Europe
- 11 février - 2 décembre : second règne du calife de Cordoue hammudite Al-Qâsîm al-Ma'mûn[2].
- 1er mai : assemblée royale réunie par Robert le Pieux à Compiègne. Le comte Eudes II de Blois-Champagne (comte de Troyes et de Meaux depuis 1022), convoqué à la suite du conflit l'opposant à l'archevêque de Reims, ne se présente pas ; une guerre l'oppose à Robert le Pieux jusqu'en 1025[3].
- 13 juillet : révolte de la population de Cordoue contre la présence des militaires berbères[2].
- 6 - 13 août : entrevue d’Yvois entre Robert le Pieux et Henri II. L'empereur renonce à demander un hommage du roi de Francie occidentale[4].
- 6 septembre : Al-Qâsîm, chassé de Cordoue par ses habitants, fait le siège de la ville[2].
- 14 septembre : Rodolphe III de Bourgogne donne par un diplôme daté d'Orbe le pouvoir comtal sur le Viennois à l'archevêque de Vienne Burchard[5].

- 31 octobre : une sortie des Cordouans provoque la fuite du calife Al-Qâsîm et de ses troupes berbères. Il se réfugie à Xérès où il est assiégé par Yahyâ al-Mu`talî, puis enfermé à Malaga après sa reddition[2].
  - Début du règne d‘Abbad Ier. Qadi (juge) au nom du calife Hammudite à Séville, il refuse de recevoir Al-Qâsîm dans sa fuite et se déclare indépendant de Cordoue. Il fonde le royaume ‘Abbadide de Séville qu’il agrandit avant sa mort (1042)[6].
- 1er décembre : début du règne de l'ommeyyade Abd al-Rahman V, calife de Cordoue (fin en 1024)[2].

- Les évêques Guérin de Beauvais et Béroud de Soissons organisent la Paix de Dieu dans l'archidiocèse de Reims[7]. Ils rédigent un serment de paix destiné aux seigneurs soumis au roi Robert en 1025[8].